# Erylus proximus
Erylus proximus är en svampdjursart som beskrevs av Arthur Dendy 1916. Erylus proximus ingår i släktet Erylus och familjen Geodiidae. Inga underarter finns listade i Catalogue of Life.